# Paul Geissler (Bibliothekar)
Paul Carl Gottfried Amand Geissler (* 29. Oktober 1897 in Berlin; † 19. Januar 1992 in Augsburg) war ein deutscher Bibliothekar.

## Leben
Geissler studierte klassische Philologie und Archäologie und wurde 1925 promoviert. Von 1924 bis 1926 war er Assistent am Thesaurus Linguae Latinae in München. 1926 begann er das Bibliotheksreferendariat, das er 1928 mit der wissenschaftlichen Bibliotheksprüfung abschloss. 1946 wurde Geissler Direktor der Staats- und Stadtbibliothek Augsburg.
Geissler war korrespondierendes Mitglied des Deutschen Archäologischen Instituts.

## Schriften (Auswahl)
- Chronologie der altattischen Komödie. Weidmann, Berlin 1925 (Philologische Untersuchungen; 30) (Zugl.: Berlin, Univ. Diss., 1925) (3. Aufl. 1979)
- Hrsg.: Um den Montblanc: Zeugnisse zur Erstersteigung des "Weißen Berges". Gesellschaft alpiner Bücherfreunde, München 1941 (Jahresgabe der Gesellschaft Alpiner Bücherfreunde, e.V., in München; 31).
- Zwei unbekannte Holzschnittprobedrucke zum Theuerdank und Konrad Peutinger. In: Kurt Ohly (Hrsg.): Aus der Welt des Bibliothekars: Festschrift für Rudolf Juchhoff zum 65. Geburtstag. Greven, Köln 1961 (Veröffentlichung des Bibliothekar-Lehrinstituts des Landes Nordrhein-Westfalen), S. 118–128.